# Sd.Kfz.247
Schwerer geländegängiger gepanzerter Personenkraftwagen (или Sd.Kfz.247 по специальной номенклатуре Управления вооружений сухопутных сил, тяжёлый внедорожный бронированный пассажирский автомобиль) — специализированный штабной бронированный невооружённый автомобиль вермахта. Начал разрабатываться и производиться перед Второй мировой войной. Единственным производителем был Daimler-Benz. Двумя сериями в двух модификациях было выпущено 68 машин. Стоял исключительно на вооружении вермахта. Основные особенности — очень редкая и малоизвестная модель немецкой техники периода Второй мировой войны.

## История создания
В 1910 году появился сам чертеж который забросили из-за войны, но проект сам обновили в 1937 году, и до января 1938 года выпущено 10 машин.

## Серийное производство
В 1937 году фирма Daimler-Benz изготовила 10 машин модификации А, в период с 1941 по 1942 год было произведено 58 единиц модификации B.

## Модификации
- Sd.Kfz.247 Ausf.A — первая серийная модификация. 10 изготовлено в 1937-1938 году[1].
- Sd.Kfz.247 Ausf.B — вторая серийная модификация. С июля 1941 по январь 1942 года Daimler-Benz werk 40 изготовил 58 машин (январь 1942 — 4). №№ 140001 — 140058[1].

## Тактико-технические характеристики

### Серийные образцы
- Sd.Kfz.247 Ausf.A представлял собой открытый сверху броневой корпус, установленный на шасси колёсного артиллерийского тягача Krupp L2H143. Данный артиллерийский тягач был довольно широко распространён в вермахте и использовался для буксировки лёгких артсистем и перевозки личного состава в моторизованных подразделениях. Тягач, как и Sd.Kfz.247 Ausf.A на его базе, имел колёсную формулу 6 × 4 . Отличие от наиболее массовой модификации Sd.Kfz.247 Ausf.B заключалось в следующем — более тяжёлая машина (боевая масса 5200 кг), другой вариант двигателя (Krupp 305) и, соответственно, другие мощность (57 лошадиных сил), скорость (70 км/ч) и запас хода (350 км). Вооружение полностью отсутствовало. Всего было изготовлено 10 экземпляров.[1]
- Sd.Kfz.247 Ausf.B представлял собой частично открытый сверху броневой кузов, установленный на совершенно другое шасси, аналогичное шасси легкого полноприводного разведывательного бронеавтомобиля Sd.Kfz.221, но двигатель был расположен не сзади, а спереди. Вооружение полностью отсутствовало. Всего было изготовлено 58 экземпляров[1].

## Описание конструкции

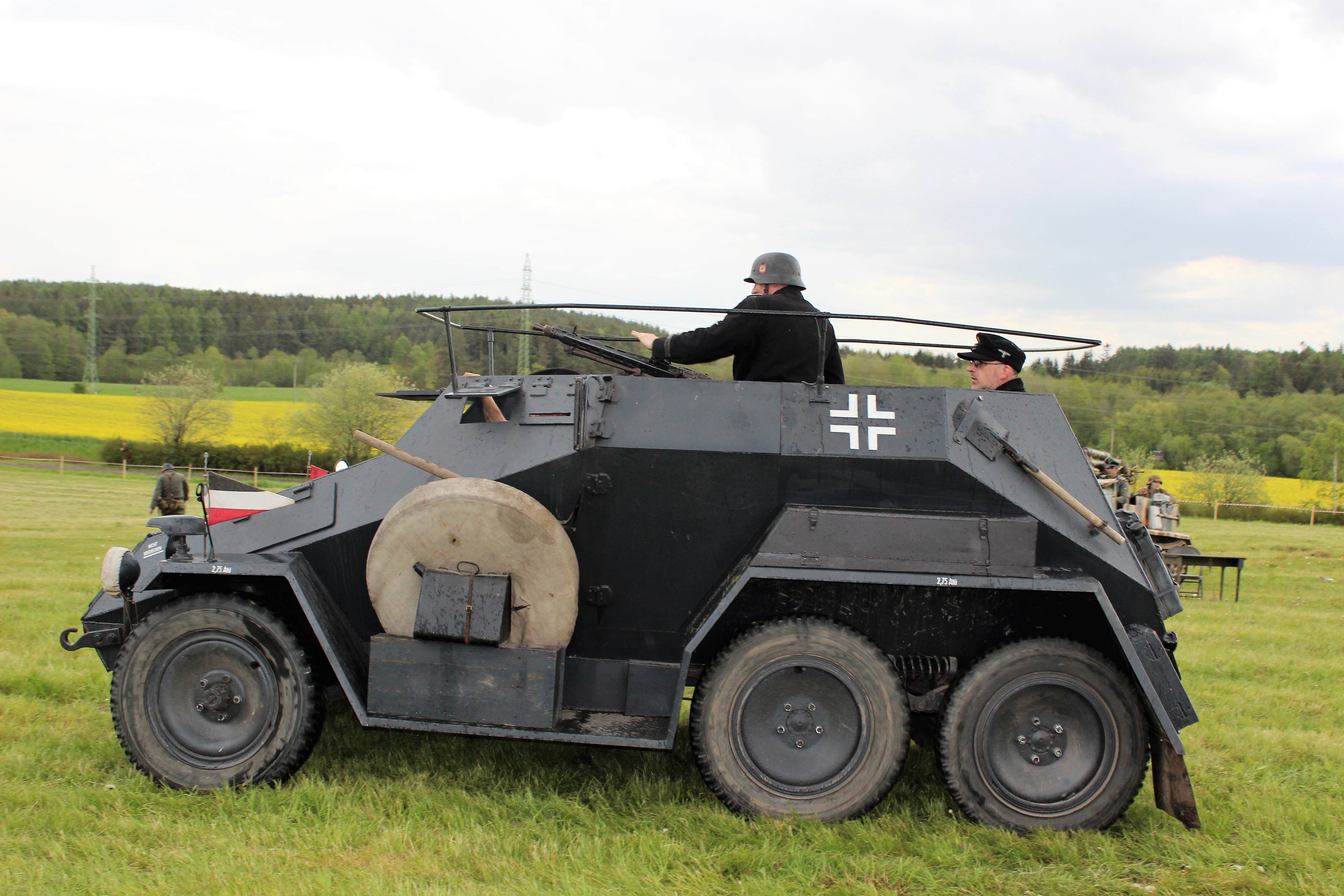
Реплика Sd.Kfz.247 Ausf. А

- Sd.Kfz.247 Ausf.A - открытый сверху броневой корпус на шасси 6x4 колёсного артиллерийского тягача Krupp L2H143[1].

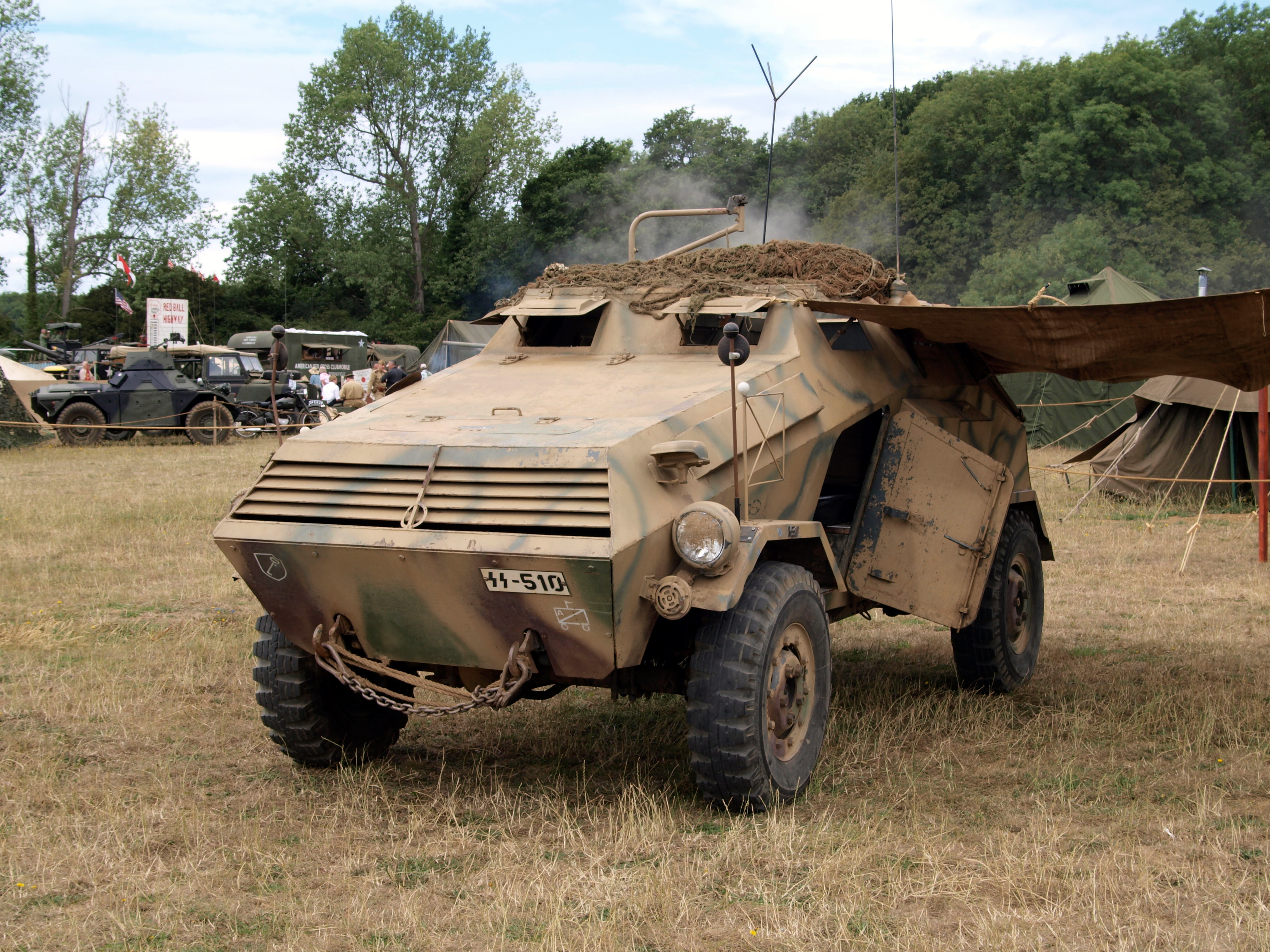
Реплика Sd.Kfz.247 Ausf. В

- Sd.Kfz.247 Ausf.B - частично открытый сверху броневой кузов на шасси 4х4, аналогичном шасси Sd.Kfz.221, но двигатель расположен не сзади, а спереди[1].

### Броневой корпус и башня
Открытый сверху корпус сваривался их 8-мм листов катаной стали, которые устанавливались с большими углами наклона для повышения их пулестойкости. Борта состояли из двух поясов бронелистов — узкого верхнего и широкого нижнего, которые приваривались к каркасу под углом таким образом, что в поперечном сечении корпус имел форму шестигранника, обращенного самой узкой гранью вниз. Функцию передней стенки последнего выполняло бронированное жалюзи с узкими горизонтальными пластинами, через которое охлаждающий воздух поступал к двигателю. Попасть в Sd.Kfz.247 Ausf.А можно через двери слева и справа и сзади, а в боевое отделение Ausf.B - через люк слева в нижней части борта отделения управления, или через люк справа в средине нижней части борта, или через борт открытого десантного отделения. В передней части корпуса находилось моторное отделение. Обзор из десантного отделения обеспечивали четыре смотровых окна в стенках корпуса, оборудованные бронекрышками со смотровыми щелями. В случае непогоды над десантным отделением на трех арках разворачивался брезентовый тент с четырьмя круглыми целлулоидными окнами. Доступ к двигателю для ремонта и технического обслуживания обеспечивали эксплуатационные люки в стенках и крыше моторного отсека.

### Вооружение
Oдин 9-мм пистолет-пулемет МР38 с 6 магазинами с 192 патронами в укладке.

### Двигатель и трансмиссия
На модификации Sd.Kfz.247 Ausf.А 4-цилиндровый карбюраторный оппозитный двигатель воздушного охлаждения Krupp М-304 рабочим объемом 3308 см3 , развивавший 44,1 кВт (60 л.с.). Трансмиссия с 4-х ступенчатой коробкой передач Zf-Aphon Gb 35 с однодисковым сухим сцеплением, демультипликатором, двумя блокирующимися дифференциалами и механическими тормозами. Силовая установка позволяла бронемашине с боевой массой 5,2 тонны двигаться по шоссе с максимальной скоростью 70 км/ч. С полным топливным баком запас хода составлял 350 км.
На Ausf.B 8-цилиндровый карбюраторный двигатель Horch V-8-108 жидкостного охлаждения рабочим объёмом 3823 см³ и мощностью 81 л.с. (59,6 кВт) при 3600 оборотах в минуту. Трансмиссия с однодисковым сухим сцеплением и дифференциалом. Планетарная коробка передач. Число передач — пять передних, одна задняя.

### Ходовая часть
Модификация Sd.Kfz.247 Ausf.А имела колёсную формулу 6 × 4. Подвеска на полуэллиптических листовых рессорах.
Модификация Sd.Kfz.247 Ausf.B имела колёсную формулу 4 × 4 и гидравлические тормоза. Независимая подвеска на двух вертикальных спиральных пружинах. Размер шин 210-18.

### Бортовое оборудование
Устанавливалась радиостанция Fu Spr Ger(f), укомплектованная штыревой антенной с «метелкой».

## Операторы
- Нацистская Германия — 68 машин[1].

## Служба и боевое применение
Бронетранспортёры обеих модификаций по штату по одному в качестве командирских и штабных машин в штабе разведывательного полка пегких дивизий штата октября 1937 года, в штабе и в управлении роты бронеавтомобилей разведывательного батальона штата октября 1937 и в штабе штата ноября 1941 года мотоциклетно-стрелкового батальона танковых дивизий вермахта до тех пор, пока их в 1942—1943 годах не заменили в этом качестве тяжелые бронеавтомобили радиосвязи Sd.Kfz.263 на базе самых массовых тяжелых бронеавтомобилей Sd.Kfz.231(8-Rad) и легкие бронеавтомобили радиосвязи Sd.Kfz.223 и 261 на базе самого массового легкого бронеавтомобиля Sd.Kfz.222.

## Сохранившиеся экземпляры
Подлинных бронеавтомобилей не сохранилось. Современная чешская реплика построена на базе полноприводного легкового автомобиля повышенной проходимости.

## Оценка машины
Хотя специализированный штабной бронеавтомобиль хорошо приспособлен для размещения командования и средств связи, в дальнейшем для этого использовали модификации массовых бронеавтомобилей и бронетранспортеров. Несмотря на немногочисленность, машина активно применялась на начальном этапе Второй Мировой войны.

## В массовой культуре
- В х/ф «Отряд особого назначения» (СССР, 1978)